# Peter Teschner
Peter Teschner (* 20. Jahrhundert) ist ein US-amerikanischer Filmeditor.

## Leben
Teschner ist vor allem als Editor von Komödien wie Road Trip, Voll auf die Nüsse, Borat – Kulturelle Lernung von Amerika, um Benefiz für glorreiche Nation von Kasachstan zu machen und Verrückt nach dir bekannt. Er absolvierte 1980 das Columbia College Chicago und bekam 2006 den Alumni of the Year Award. Seit den 1980er Jahren war er an mehr als 40 Produktionen beteiligt.

## Filmografie (Auswahl)
- 1988: Das Böse II (Phantasm II)
- 1989: Dark Society (Society)
- 1990: The Dark Side of the Moon
- 1990: Bride of Re-Animator
- 1991: Puppet Master II
- 1991: Mama, ich und wir zwei (Only the Lonely)
- 1992: Only You
- 1993: Gier nach Vergeltung (A House in the Hills)
- 1994: Die kleinen Superstrolche (The little Rascals)
- 1995: Die Brady Family (The Brady Bunch Movie)
- 1997: Private Parts
- 1998: Dr. Dolittle
- 1999: Die Muse (The Muse)
- 2000: 3 Engel für Charlie (Charlie’s Angels)
- 2000: Road Trip
- 2000: 28 Tage (28 Days)
- 2001: Josie and the Pussycats
- 2001: Scary Movie 2
- 2002: I Spy
- 2003: Natürlich blond 2 (Legally Blonde 2: Red, White & Blonde)
- 2004: Voll auf die Nüsse (Dodgeball: A True Underdog Story)
- 2005: Fußballfieber – Elfmeter für Daddy (Kicking & Screaming)
- 2006: Borat – Kulturelle Lernung von Amerika, um Benefiz für glorreiche Nation von Kasachstan zu machen (Borat: Cultural Learnings of America for Make Benefit Glorious Nation of Kazakhstan)
- 2008: Vielleicht, vielleicht auch nicht (Definitely, Maybe)
- 2009: Die fast vergessene Welt (Land of the Lost)
- 2010: Verrückt nach dir (Going The Distance)
- 2011: Kill the Boss (Horrible Bosses)
- 2013: Voll abgezockt (Identity Thief)
- 2014: St. Vincent
- 2016: Hidden Figures – Unerkannte Heldinnen (Hidden Figures)
- 2019: Ode to Joy
- 2021: Der Vogel (The Starling)
- 2022: Marry Me – Verheiratet auf den ersten Blick (Marry Me)
- 2022: Spoiler Alarm (Spoiler Alert: The Hero Dies)
- 2024: Als du mich sahst (The Idea of You)
- 2025: Morgen kommt ein neuer Himmel (The Life List)